# Hozići (Glamoč, BiH)
Hozići su naseljeno mjesto u općini Glamoč, Federacija Bosne i Hercegovine, BiH.

## Stanovništvo

### 1991.
Nacionalni sastav stanovništva 1991. godine, bio je sljedeći:
ukupno: 132
- Srbi - 100 (75,75%)
- Muslimani - 32 (24,24%)

### 2013.
Nacionalni sastav stanovništva 2013. godine, bio je sljedeći:
ukupno: 39
- Bošnjaci - 25 (64,10%)
- Srbi - 14 (35,90%)

## Vanjske poveznice
- Satelitska snimka[neaktivna poveznica]